# Arrondissement Jever
Das Arrondissement de Jever (deutsch: Arrondissement Jever) war eine von drei Verwaltungseinheiten im Département Ems-Oriental. Das Arrondissement war vom 1. Januar 1811 bis zum 11. April 1814 Teil des Französischen Kaiserreichs.

## Geschichte
Nach der Schlacht bei Jena und Auerstedt (1806) und dem daraufhin erfolgten Frieden von Tilsit (1807) gingen Ostfriesland und die Herrschaft Jever zunächst an Frankreich und wurden im März 1808 an das unter der Regentschaft von Napoleons Bruder Louis Bonaparte stehende Königreich Holland abgetreten. 1810 kam es als Departement Ems-Oriental (Ost-Ems) unmittelbar zum französischen Kaiserreich.
Während der Niederländischen Herrschaft bestanden weiterhin die Regierung sowie die Kriegs- und Domänenkammer als oberste Verwaltungsorgane sowie die zehn Ämter und zwölf Herrlichkeiten als Untergliederung Ostfrieslands. Nachdem das französische Kaiserreich am 9. Juli 1810 das Königreich Holland annektiert hatte, führte es eine Verwaltungsreform durch. Es löste die Ämter und Herrlichkeiten auf. An ihre Stelle traten die Arrondissements. An der Spitze stand jeweils ein Unterpräfekt. Daneben gab es je elf Arrondissementräte. Das Jeveraner Arrondissement bildeten die Franzosen aus der vormaligen Herrschaft Jever, der Stadt Jever und den früheren Ämtern Esens, Wittmund und Friedeburg. Es gliederte sich fortan in die Kantone Esens, Hooksiel, Jever, Rüstringen sowie Wittmund.
Nach der Niederlage Napoleons und dem Zusammenbruch seiner Herrschaft zogen in den Jahren 1813 bis 1815 erneut die Preußen ein. Ostfriesische Soldaten nahmen an den Schlachten von Ligny und Belle-Alliance (Waterloo) teil. Die Hoffnungen, preußisch zu bleiben, wurden jedoch durch den Wiener Kongress 1814/15 enttäuscht. Preußen musste Ostfriesland an das Königreich Hannover abtreten.

## Verwaltungsgliederung
Das Arrondissement Jever gliederte sich in fünf Kantone, die in Mairien (Bürgermeistereien) untergliedert waren.
| Kanton     | Mairien (Bürgermeistereien)                                                                        |
| ---------- | -------------------------------------------------------------------------------------------------- |
| Esens      | Esens, Bense, Dunum, Harlingen, Langeoog, Roggenstede, Spiekeroog, Stedesdorf, Werdum, Westeraccum |
| Hooksiel   | Hooksiel, Fedderwarden, Hohenkirchen, Minsen, Waddewarden, Wangerooge, Wiarden                     |
| Jever      | Jever, Cleverns, Oldorf, Schortens, Sillenstede, Tettens                                           |
| Rüstringen | Etzel, Gödens, Horsten, Neuende, Reepsholt, Sande                                                  |
| Wittmund   | Wittmund, Asel, Berdum, Burhafe, Buttforde, Carolinensiel, Funnix                                  |